# Amplituèdre

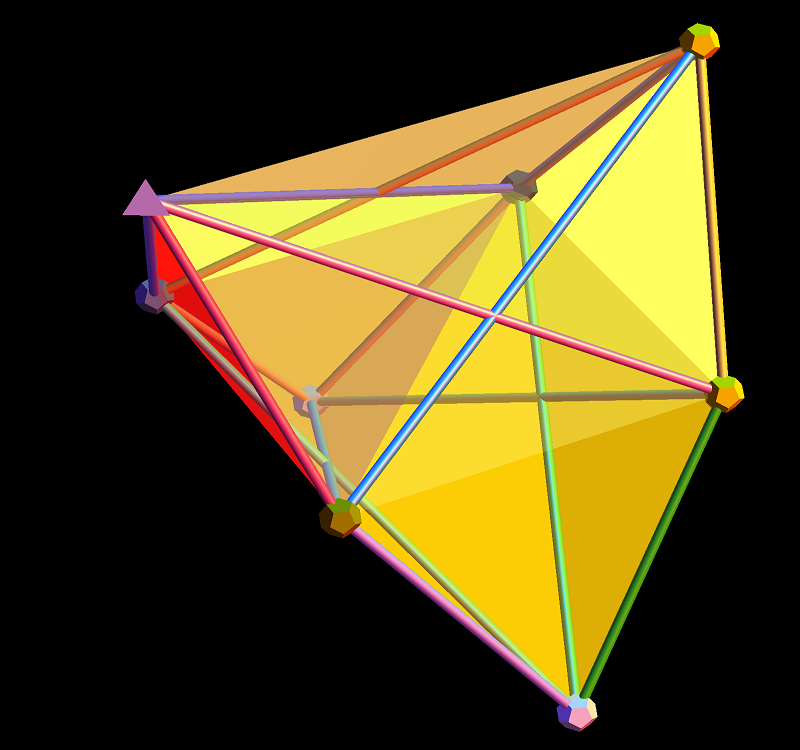
Visualisation du concept d'amplituèdre.

Un amplituèdre est une structure géométrique introduite en 2013 par Nima Arkani-Hamed et Jaroslav Trnka. Il permet un calcul simplifié des interactions entre particules dans certaines théories quantiques des champs. Dans la théorie de Yang-Mills supersymétrique {\displaystyle \color {Red}{\mathcal {N}}=4} (en) dans la limite planaire, également équivalente au modèle B de la théorie des cordes topologiques dans l'espace des twisteurs, un amplituèdre est défini comme un espace mathématique appelé grassmannienne positive,.
La théorie de l'amplituhédron remet en cause l'hypothèse selon laquelle le principe de localité dans l'espace-temps et l'unitarité quantique sont des ingrédients fondamentaux dans la modélisation des interactions entre particules. Au lieu de cela, ils sont traités comme des propriétés émergentes d'une structure sous-jacente.